# Туфайл
Туфайл (араб. طفيل‎) — арабское имя, происходит от глагола «тфл» - «восходить» (о солнце), «приходить», «зарождаться» и является ласкательной формой от слова «дитя».
- Туфайл ибн Харис — первый муж Зайнаб бинт Хузайма.
- Ибн Туфайль — западноарабский учёный.
- Туфаил, Мохаммед — пакистанский военный.